# Jean Sacha
Sacha Prosper Vojen dit Jean Sacha, né le 25 avril 1912 à Saint-Jean-Cap-Ferrat, mort le 15 décembre 1988 à Paris, est un auteur, réalisateur et monteur français.

## Filmographie

### Télévision
- 1971 : Aux frontières du possible, épisode : Le dossier des mutations de Victor Vicas (série télévisée) - (scénario)

### Cinéma
Assistant réalisateur
- 1943 : Le Corbeau d'Henri-Georges Clouzot
- 1943 : L'Auberge de l'abîme de Willy Rozier
- 1946 : La Foire aux chimères de Pierre Chenal

Scénariste
- 1944 : Florence est folle de Georges Lacombe
- 1945 : Christine se marie de René Le Hénaff
- 1951 : Othello d'Orson Welles

Monteur
- 1938 : Le Roman de Werther de Max Ophüls
- 1940 : L'Empreinte du dieu de Léonide Moguy
- 1940 : Sans lendemain de Max Ophüls
- 1940 : L'Homme du Niger de Jacques de Baroncelli
- 1940 : L'Empreinte du dieu de Léonide Moguy
- 1942 : Les Hommes sans peur d'Yvan Noé
- 1942 : Le Chant de l'exilé d'André Hugon
- 1942 : Feu sacré de Maurice Cloche
- 1943 : Ne le criez pas sur les toits de Jacques Daniel-Norman
- 1943 : L'Auberge de l'abîme de Willy Rozier
- 1946 : Leçon de conduite de Gilles Grangier
- 1951 : Tapage nocturne de Marc-Gilbert Sauvajon
- 1951 : Othello d'Orson Welles

Réalisateur
- 1947 : Fantômas
- 1948 : Carrefour du crime
- 1953 : Cet homme est dangereux
- 1954 : La Soupe à la grimace
- 1954 : Une balle suffit
- 1957 : OSS 117 n'est pas mort
- 1965 : Les Aventures de Robinson Crusoé (en), feuilleton